# هه یوپنگ
هه یوپنگ (انگلیسی: He Yupeng؛ زادهٔ ۵ دسامبر ۱۹۹۹) بازیکن فوتبال است.
از باشگاه‌هایی که در آن بازی کرده‌است می‌توان به باشگاه فوتبال دالیان پروفشنال اشاره کرد.
وی همچنین در تیم‌های ملی فوتبال زیر ۲۰ سال چین و چین بازی کرده‌است.